# Caltron

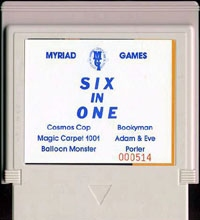
6 en 1 cartutx de joc amb Myriad adhesiu

Caltron Industries Inc. va ser una companyia de Taiwan basada en els videojocs que produïa cartutxs sense llicència per la Nintendo Entertainment System (NES), i en desenvolupava per a molts altres.
El videojoc publicat per Caltron Ind. Inc als EUA era un 6 en 1 multicartutx que incloïa sis jocs originals de Caltron. El 6 en 1 va ser llançat el 1992, encara que alguns dels jocs que estan inclosos, són del 1991, en cartutxs individuals sense llicència per NES a Europa.
Els sis jocs de cartutx són:
- Bookyman - Un clon de Williams Electronics i Kural, joc recreatiu Make Trax/Crush Roller.
- Adam and Eve - joc de plataformes d'una sola pantalla similar a la Balloon Fight per Nintendo (basada en Joust per Williams Electronics)
- Magic Carpet 1001 - un tirador de desplaçament horitzontal que va ser llançat més tard en cartutxos de pirates com Aladdin III, i amb algunes modificacions gràfiques i sonores com Super Harry Potter. Seu l'únic títol original en el cartutx.
- Cosmos Cop - Un clon de Sega joc recreatiu Space Harrier.
- Balloon Monster - Un clon de Mitchell Corporation i Capcom, joc recreatiu Pang.
- Porter - Un joc de trencaclosques similar a la Sokoban i Boxxle de Thinking Rabbit.